# Alessandro Corona
Alessandro Corona (Ortona, 9 gennaio 1972) è un ex canottiere italiano.
Ha partecipato a quattro edizioni olimpiche (Barcellona 1992: 3°, Atlanta 1996, Sydney 2000: 4°, Atene 2004: 10°).
Si è ritirato al termine della stagione 2004.